# Hoangus venustus
Hoangus venustus is een keversoort uit de familie lieveheersbeestjes (Coccinellidae). De wetenschappelijke naam van de soort is voor het eerst geldig gepubliceerd in 1875 door Francis Polkinghorne Pascoe. De soort werd in 1895 door Weise in het geslacht Cassiculus Weise, 1895 geplaatst; die naam was echter als Cassiculus Swainson, 1827 in gebruik voor een geslacht van vogels. In 2006 werd door A.S. Ukrainsky het nomen novum Hoangus (naar de Vietnamese lieveheersbeestjesspecialist Hoang Duc Nhuan) voorgesteld.